# (10856) Bechstein
(10856) Bechstein est un astéroïde de la ceinture principale.

## Description
(10856) Bechstein est un astéroïde de la ceinture principale. Il fut découvert le 4 mars 1995 à Tautenburg par Freimut Börngen. Il présente une orbite caractérisée par un demi-grand axe de 3,17 UA, une excentricité de 0,24 et une inclinaison de 25,9° par rapport à l'écliptique.

## Compléments